# Sexual
Sexual is een nummer van de Zweedse producer Neiked uit 2016, ingezongen door de Britse zangeres Dyo.
Het vrij seksueel getinte nummer met funkinvloeden werd een hit in diverse Europese landen en Oceanië. In Zweden, Neikeds thuisland, haalde het de 32e positie, en in Dyo's thuisland het Verenigd Koninkrijk haalde het de 5e positie. In Nederland haalde het de 1e positie in de Tipparade, en in de Vlaamse Ultratop 50 haalde het de 7e positie.